# Karin Larsson
Karin Larsson   (Malmö, 30 d'agost de 1941 - 21 de setembre de 2019) fou una nedadora sueca, especialista en estil lliure, que va competir durant les dècades de 1950 i 1960. És germana dels també nedadors Kristina Larsson i Gunnar Larsson.
El 1956 va prendre part en els Jocs Olímpics d'Estiu de Melbourne, on disputà dues proves del programa de natació. Fou sisena en els 4x100 metres lliures, mentre en els 400 metres lliures quedà eliminada en sèries. Quatre anys més tard, als Jocs de Roma, disputà tres proves del programa de natació. Tornà a ser sisena en els 4x100 metres lliures, mentre en les altres dues proves quedà eliminada en sèries.
En el seu palmarès destaquen una medalla de bronze en els 4x100 metres lliures al Campionat d'Europa de natació de 1958.
Es va retirar de la natació activa el 1962 per centrar-se en els seus estudis. Es va graduar en fisioteràpia a la Universitat de Lund.